# Cuida Bem Dela
"Cuida Bem Dela" é o segundo single da dupla Henrique & Juliano. Incluído no álbum Ao Vivo em Brasília.
A canção permaneceu 8 semanas consecutivas no topo da Brasil Hot 100 Airplay.
A dupla Maiara & Maraísa - sendo que a segunda é uma das compositoras - gravaram uma versão e a lançaram no YouTube em 25 de setembro do mesmo ano.

## Lista de faixas
| Download digital |                            |         |  |
| N.º              | Título                     | Duração |  |
| 1.               | "Cuida Bem Dela (Ao Vivo)" | 3:21    |  |

## Prêmios e indicações
| Ano  | Prêmio            | Indicação     | Resultado |
| ---- | ----------------- | ------------- | --------- |
| 2015 | Caldeirão de Ouro | As 10+ do Ano | 2º Lugar  |

## Desempenho nas tabelas musicais
| Tabela musical (2014-2015)                                  | Melhor posição |
| ----------------------------------------------------------- | -------------- |
| Brasil - Billboard Brasil Hot 100 Airplay                   | 1              |
| Brasil - Billboard Brasil Regional Campinas Hot Songs       | 1              |
| Brasil - Billboard Brasil Regional Brasília Hot Songs       | 1              |
| Brasil - Billboard Brasil Regional Ribeirão Preto Hot Songs | 1              |
| Brasil - Billboard Brasil Regional Curitiba Hot Songs       | 1              |
| Brasil - Billboard Brasil Regional Florianópolis Hot Songs  | 1              |